# 콩 심은 데 콩 나고 밥 먹으면 밥심 난다
《콩 심은 데 콩 나고 밥 먹으면 밥심 난다》은 매주 목요일 저녁 8시 40분에 방영중인 리얼 버라이어티 전문 예능 프로그램이다.

## 출연진
- 이광수
- 디오 (EXO)

## 게스트
- 김민하, 박보영, 설현 (2회)
- 세븐틴 (우지, 호시, 원우) (2회)
- 이영지 (3회 ~ 4회, 4회 ~ 5회 알바생)
- 김우빈 (4회)
- 세븐틴 (호시) (5회)